# Hannah Spearritt
Hannah Louise Spearritt (Great Yarmouth, Norfolk, Inglaterra, 1 de abril de 1981) es una cantante y actriz británica. Saltó a la fama como miembro del exitoso grupo pop S Club 7.

## Biografía
Nació en Great Yarmouth en Norfolk, siendo la más joven de tres hermanos. Es la hermana menor de la exmodelo y diseñadora de modas Tanya Spearritt. Su tío, Eddie Spearritt, de Lowestoft, fue un jugador profesional de fútbol, quien jugó para el Ipswich Town F.C. en la década de 1960. A los 3 años de edad, Spearritt modeló para un catálogo de la firma Mothercare. Cuando tenía 12 años, obtuvo una participación en la producción de la "Amateur Dramatic and Operatic Society" llamada "Annie", en Great Yarmouth. Después de eso, exitosamente audicionó para el "National Youth Music Theatre", convirtiéndose en miembro de la compañía. Dentro de esta academia, ella conoció a su futuro compañero en S Club 7 y futuro novio Paul Cattermole, así como también a su amiga y futura compañera de departamento Sheridan Smith, actriz. Apareció en la producción del "National Youth Music Theatre" llamada "Pendragon" (1994-1995), presentándose en Nueva York y Hong Kong, en "Tin Pan Ali" (1996), y en el musical de West End "Bugsy Malone" (1997). Fue miembro de los elencos originales.
En 1998, consiguió un papel en el especial de televisión "The Cater Street Hangman", haciendo el rol de una sirvienta que termina asesinada. Ella también tuvo apariciones en el National Lottery Show y en Blue Peter. Mientras Hannah estudiaba Matemáticas, realizaba artes y estudiaba medios de comunicación en Great Yarmouth, ella audicionó para S Club 7 luego de ver el aviso en una revista, lo que significó una decisión que le cambió la vida.
Fue miembro de S Club 7 desde 1999 a 2003. Protagonizó, con la banda, las series de televisión propias del grupo: "Miami 7" (1999), "L.A. 7" (2000), "Hollywood 7" (2001) y "Viva S Club" (2002). También participó en tres Tours por Inglaterra y ganó dos prestigiosos Brit Awards y otros numerosos premios. Al igual que Rachel Stevens, Spearritt fue una modelo regular en docenas de revistas, y también tuvo regularidad de apariciones en el Top 100 de las mujeres más sexies de FHM entre 2000 y 2004. Tal vez más importantemente para su futura carrera, consiguió la chance de actuar en una película con la banda, cuando S Club 7 realizó su película "Seeing Double" a principios de 2003.
Más famosamente, en octubre de 2001, en medio de un fuego de publicidad, Spearritt reveló que había estado en una relación secreta con su compañero miembro de la banda Paul Cattermole desde hacía 6 meses. En 2002, Paul Cattermole fue el primero en abandonar el grupo, y de ahí en adelante, S Club 7 pasó a llamarse simplemente "S Club" hasta separarse definitivamente en mayo de 2003. La relación entre Paul Cattermole y Spearritt, sin embargo, continuó hasta principios de 2006.

## Carrera actoral
Durante la última semana de existencia de S Club 7, los mánager de Spearritt dijeron que ella estaba en su casa en cama, con gripe. Pero en realidad, se encontraba en Los Ángeles audicionando para un papel en la película "Agent Cody Banks 2: Destination London", un hecho que Hannah reveló en Inglaterra durante el estreno de la película el 24 de marzo de 2004 en Londres. Consiguió el papel, y tres días después de dejar S Club 7, comenzaron las grabaciones.
En marzo de 2004, Spearritt audicionó exitosamente por un papel secundario en la película de terror Seed of Chucky, lo que fue visto por algunos como un intento de distanciarse de su chirriante y limpia imagen en S Club 7. Poco después de terminadas las grabaciones, Spearritt decidió tomarse un descanso del mundo del espectáculo para viajar y pasar tiempo con su familia.
A principios de noviembre de 2005, se dio su vuelta a la actuación en la sitcom de 8 capítulos "Blessed", de la BBC. En "Blessed", también realizó un papel secundario, apareciendo como miembro de una banda de chicas falsas, en 2 episodios. Diciembre de 2005 vio a Spearritt apareciendo en el fracasado musical de la West End "Snow! The Musical", en el "Sound Theatre" de Londres. El musical fue cancelado tan sólo tres semanas después de su debut, debido a la poca venta de entradas. Uno de los shows se las arregló para atraer una audiencia de tan solo dos personas.
En febrero de 2006, se conoció la noticia de que Hannah había conseguido un papel protagónico en una nueva serie de televisión de la cadena ITV llamada Primeval. Hannah hace el rol de Abby Maitland, una entusiasta por los reptiles que se mezcla en el viaje del tiempo del Profesor Nick Cutter (Douglas Henshall), luego de descubrir una especie de reptiles que ella nunca había encontrado. La serie empezó a ser transmitida el 10 de febrero de 2007.
A principios de 2006, Hannah empezó a grabar una actuación especial para ITV, en la serie de televisión de misterios "Marple", de Agatha Christie. El episodio, titulado "At Bertram's Hotel", fue transmitido el 23 de septiembre de 2007.

## Filmografía

### Películas
| Año  | Película                                | Papel            | Notas        |
| ---- | --------------------------------------- | ---------------- | ------------ |
| 2003 | Seeing Double                           | Hannah Spearritt |              |
| 2004 | Agent Cody Banks 2: Destination London  | Emily Sommers    |              |
| 2004 | Seed of Chucky                          | Joan             |              |
| 2007 | Little Lilly in Chapter 1: Colour Blind | Little Lilly     | Cortometraje |
| 2007 | Little Lilly in Chapter 2: Fish         | Little Lilly     | Cortometraje |
| 2008 | Little Lilly in Chapter 3: U Turn       | Little Lilly     | Cortometraje |

### Televisión
| Año       | Programa                 | Papel                   | Notas                                   |
| --------- | ------------------------ | ----------------------- | --------------------------------------- |
| 1998      | The Cater Street Hangman | Lily                    | Especial de TV                          |
| 1999      | Miami 7                  | Hannah Spearritt        | Serie de TV de S Club 7 de 13 episodios |
| 2000      | L.A. 7                   | Hannah Spearritt        | Serie de TV de S Club 7 de 13 episodios |
| 2001      | Hollywood 7              | Hannah Spearritt        | Serie de TV de S Club 7 de 13 episodios |
| 2002      | Viva S Club              | Hannah Spearritt        | Serie de TV de S Club 7 de 13 episodios |
| 2005      | Blessed                  | Miembro de "Girl Thing" | Episodios 4, 6 y 7                      |
| 2007-2011 | Primeval                 | Abby Maitland           | Miembro del elenco principal            |
| 2007      | Marple                   | Tilly Rice              | Episodio "At Bertram's Hotel"           |

### Musicales
| Año       | Musical           | Papel   | Lugar      |
| --------- | ----------------- | ------- | ---------- |
| 1994-1995 | Pendragon         | Varios  | Nueva York |
| 1996      | Tin Pan Ali       | Varios  | Inglaterra |
| 1997      | Bugsy Malone      | Louella | West End   |
| 2005      | Snow! The Musical | Jilly   | West End   |